# Primeira Guerra Margrave
A Primeira Guerra Margrave (em alemão: Erster Markgrafenkrieg), de 1449 a 1450, foi o resultado de disputas entre a Cidade Imperial Livre de Nuremberga e Alberto III Aquiles, Eleitor de Brandemburgo . Muitas cidades da Francônia, na atual Alemanha, foram seriamente afetadas pela guerra.
Em 13 de agosto de 1449, Alberto capturou o Castelo de Lichtenau, uma posse de Nuremberga. Em 11 de março de 1450, Alberto foi derrotado na lagoa do Mosteiro Pillenreuth. A guerra terminou com a assinatura de um tratado de paz em Bamberga, em 22 de junho de 1450. Alberto teve que devolver todas as terras capturadas para a cidade de Nuremberga.